# جيريمي سيفيتس
جيريمي سيفيتس (من مواليد 21 يناير 1979) هو جندي احتياطي سابق بالجيش الأمريكي، وهو واحد من عدة جنود اتهمهم الجيش الأمريكي وأدانهم فيما يتعلق بفضيحة إساءة معاملة سجناء أبو غريب في بغداد خلال عام 2003. كان عضوا في شركة الشرطة العسكرية 372 خلال هذا الوقت.
في مقابلة في عام 2017 ، أبدى ندمه على تصرفاته ، مدعيا «يكره نفسه» 